# Ballycotton
Ballycotton (forma anglicizzata) o Baile Choitín (in irlandese) è un villaggio nella contea di Cork, in Irlanda.